# 长肋青藓
长肋青藓（学名：Brachythecium populeum），又名长叶青藓，为真藓科青藓属下的一个种。林内腐木生，树基生或湿石生。